# Фавн
Фавн (на латински: Faunus, от favere – „помагам“) е древноиталийски бог, защитник на селяните и овчарите и на техните животни и ниви.
Той се появява в различна форма и под много имена.
В древноримската митология е бог на полята, горите, пасищата, животните. Неговият празник са Луперкалиите, чествани на 13 – 15 февруари от овчарите като време на пречистване и плодородие. Честванията били свързани с култа към вълка (бог Луперк), който по-късно се е слял с Фавн. Почитал се е от селяните като покровител на скотовъдството и селския живот. Неговият женски аналог е Фауна (Фавна, Фатуа, Бона деа).
В римската митология Фаунус е син на Пик и внук на Сатурн. Според Вергилий Фаунус е баща на Латин, цар на Лацио.
В по-късни версии се свързва с древногръцкия бог Пан. Изобразяван е като получовек – полукоза, свирещ на флейта.

## Галерия
- Статуя на Фавн, Мюнхен, Германия
- Бронзова статуя на танцуващия Фавн в Помпей
- Картина от Рубенс (1620 – 1625)
- Картина от Ханс Тома
- Картина от Франц фон Щук